# Pteris quinquefoliata
Pteris quinquefoliata là một loài thực vật có mạch trong họ Pteridaceae. Loài này được (Copel.) Ching miêu tả khoa học đầu tiên năm 1990.